# Delahaye Type 180
Der Delahaye Type 180 ist ein Pkw-Modell. Hersteller war Automobiles Delahaye in Frankreich.

## Beschreibung
Die Fahrzeuge wurden zwischen 1947 und 1950 hergestellt.
Das Modell basierte auf Type 175 und Type 178. Allerdings ist der Radstand mit 3335 mm länger. Die Fahrzeuge sind knapp über 5 Meter lang.
Der Sechszylinder-Ottomotor war in Frankreich mit 26 CV eingestuft. Er hat 94 mm Bohrung, 107 mm Hub, 4455 cm³ Hubraum und leistet zwischen 130 und 140 PS.
Bekannt sind Limousinen, Pullman-Limousinen und Cabriolets. Insgesamt entstanden 17 Fahrzeuge.
2022 wurde ein Cabriolet von Franay für 318.500 US-Dollar versteigert.